# 赤いベレー
『赤いベレー』（あかいベレー、英:The Red Beret、米:Paratroopers）は1953年に製作された、イギリス・アメリカ合作による戦争映画。監督はテレンス・ヤング。主演はアラン・ラッドが務めた。

## 概要
アーヴィング・アレンとアルバート・R・ブロッコリの共同製作による戦争映画で、ヒラリー・セント・ジョージ・ソーンダースの小説を原作としている。テレンス・ヤングのハリウッド初監督作品でもある。

## あらすじ
英国の落下傘部隊兵カナダは、仲間外れの孤独な男だった。ある日、彼はアメリカの悪口を言った伍長を殴り倒し営倉を申し渡されたが、その時の身上調査で、隊長スノウ少佐は、カナダが志願して入隊した米国人であることを知った。

## キャスト
| 役名             | 俳優                   | 日本語吹替 | 日本語吹替                                                                              |
| 役名             | 俳優                   | ？版       | NET版                                                                                   |
| ---------------- | ---------------------- | ---------- | --------------------------------------------------------------------------------------- |
| カナダ           | アラン・ラッド         | 仲村秀生   | 森川公也                                                                                |
| スノウ少佐       | レオ・ゲン             | 和田文夫   | 山内雅人                                                                                |
| ペニー           | スーザン・スティーヴン | 沢田敏子   | 鈴木弘子                                                                                |
| R.S.M            | ハリー・アンドリュース |            | 雨森雅司                                                                                |
| ヒッティング将軍 | アンソニー・ブッシェル |            |                                                                                         |
| フラッシュ       | パトリック・ドーナン   |            |                                                                                         |
| 不明 その他      |                        |            | 中田浩二 石丸博也 原田一夫 嶋俊介 村松康雄 村越伊知郎 野本礼三 増岡弘 納谷六朗 北村弘一 |
| 日本語スタッフ   |                        |            |                                                                                         |
| 演出             |                        |            |                                                                                         |
| 翻訳             |                        |            |                                                                                         |
| 効果             |                        |            |                                                                                         |
| 調整             |                        |            |                                                                                         |
| 制作             |                        |            |                                                                                         |
| 解説             | 解説                   |            | 増田貴光                                                                                |
| 初回放送         | 初回放送               |            | 1974年4月20日 『土曜映画劇場』                                                          |